# Dolina Borowianki

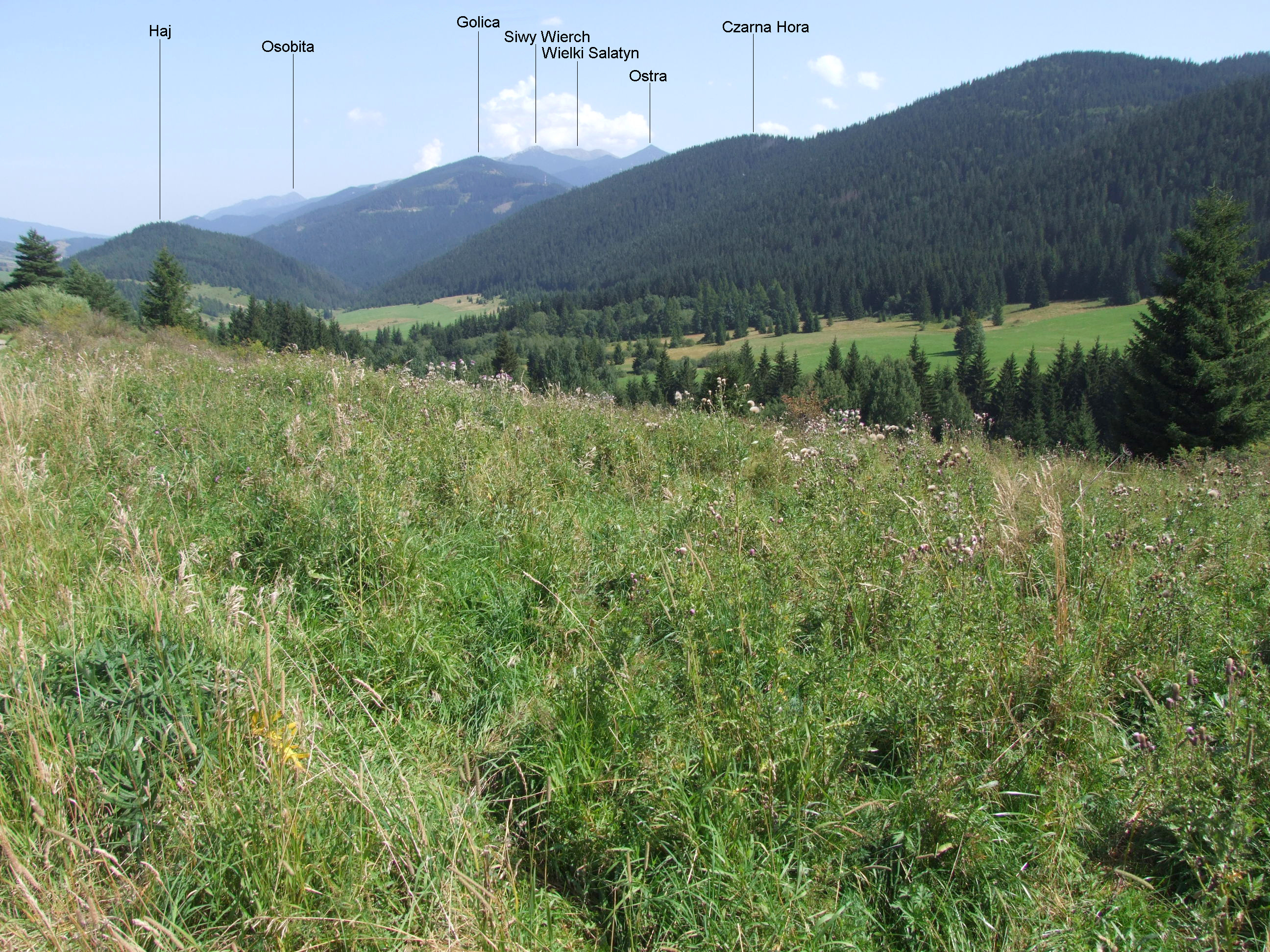
Dolina Borowianki

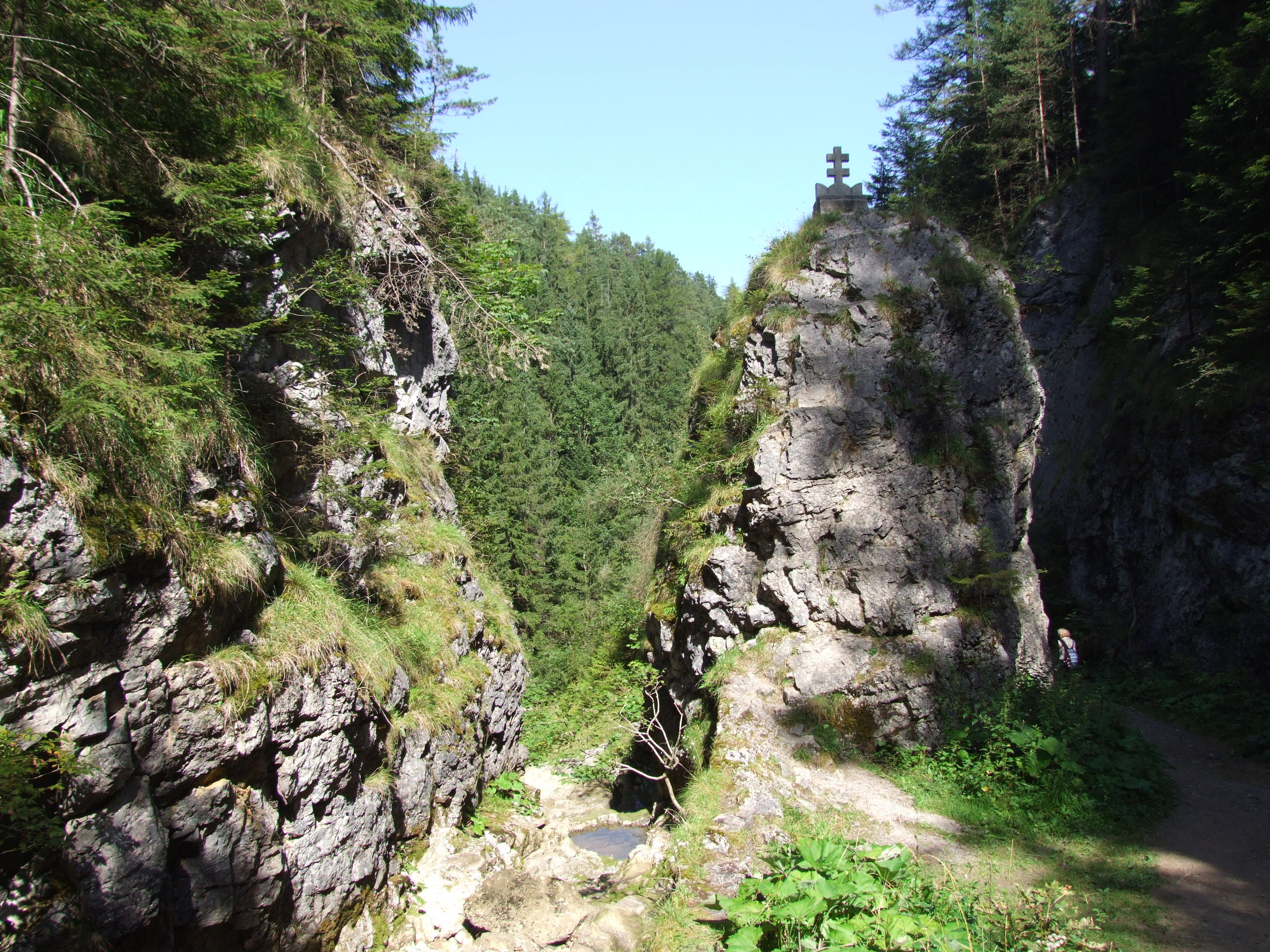
Turnia z krzyżem w Dolinie Borowianki

Dolina Borowianki (słow. dolina Borovianka, Borovianka) – znajdująca się na Słowacji lewa, górna odnoga Doliny Huciańskiej. Oddziela wschodnią część Gór Choczańskich od  Pogórza Orawskiego. Jej dnem spływa potok Borovianka, a wzdłuż niego rozłożona jest miejscowość Wielkie Borowe (Veľke Borove). Orograficznie prawe zbocza doliny tworzą należące do Gór Choczańskich Prosieczne i Czarna Hora, lewe  grzbiet Pogórza Orawskiego opadający od wierzchołka Súšava w południowo-wschodnim kierunku poprzez Grúň i Haj do Obłazów Kwaczańskich. Górną część doliny Borowianki zajmują rozległe łąki, dolna część poniżej zabudowań Wielkiego Borowego ścieśnia się w wąską dolinkę, górą trawiastą, na samym końcu zalesioną i stromą. W tej dolnej części doliny Borovianka podcięła wapienne zbocza Haja i Czarnej Hory, w wielu miejscach tworząc strome wapienne ściany i turnie. Na jednej z nich, tuż przy szlaku turystycznym,  zamontowano betonowy krzyż.
W Obłazach Dolina Borowianki wspólnie z Doliną Roztoki uchodzą do Doliny Huciańskiej, która od tego miejsca w dół zmienia nazwę na Dolina Kwaczańska.
Dolina Borowianki wchodzi w skład Rowu Podtatrzańskiego, a dokładniej jego części zwanej Rowem Huciańskim. Jest też węzłem szlaków turystycznych.

## Szlaki turystyczne
– zielony: rozdroże w Dolinie Borowianki – Czarna Hora – Prosieczne – Svorad. Czas przejścia 3 h, ↓ 2.50 h
  – niebieski: Obłazy – Dolina Borowianki – Wielkie Borowe – Svorad